# لي غيبلوكس
لي غيبلوكس (بالإنجليزية: Le Gibloux)‏ هو أحد جبال سلسلة جبال الألب البرنية ويقع في كانتون فريبورغ في سويسرا. يحتل المرتبة رقم 433 في قائمة جبال سويسرا من حيث الارتفاع، إذ يبلغ ارتفاعه حوالي 1204 متر، بينما يبلغ ارتفاع نتوء الجبل 374 متر.